# Josef Bartoň-Dobenín (Textilunternehmer, 1862)
Josef Bartoň-Dobenín [ˈbartɔ̹ɲˌdɔ̹bɛniːn], auch Josef Bohumil Bartoň-Dobenín; geboren als Josef Bartoň; 1912–1918 Josef Bartoň z Dobenína (* 8. Juni 1862 in Vysoká Srbská, Bezirk Náchod, Königreich Böhmen; † 22. April 1951 in Nové Město nad Metují, Okres Náchod, Tschechoslowakei) war von 1890 bis 1918 ein Textilunternehmer in der Österreichisch-Ungarischen Monarchie und danach bis 1951 in der Tschechoslowakei. Zudem war er ein bedeutender Mäzen.

## Werdegang
Josef Bartoň entstammte einer Hausweber- und Leinwandhändlerfamilie aus Žďárky (Kleinbrand), das im Königgrätzer Kreis lag und zur Herrschaft Nachod gehörte. Sein Vater Josef Bartoň hatte 1885 in Staré Město nad Metují (Altstadt) das Textilunternehmen Bartoň begründet, in dem anfangs seine vier Söhne beschäftigt waren. Josef erlernte das Textilfärben bei seinem Vater. 1879/80 bildete er sich in Färbereien in Chvaleč (Qualisch) bei Trautenau sowie in Friedeck und Mistek. Anschließend besuchte er die Webereischule in Náchod. Danach arbeitete er in der väterlichen Färberei. Ab 1885 war er an der Leitung der Mechanischen Weberei, Textilfärberei und -druckerei in Bražec (Braschetz) beteiligt. 1890 wurde Josef Teilhaber der väterlichen Firma, 1894 sein jüngerer Bruder Cyril mit je einem Drittelanteil.
Da die Textilfärberei des ältesten Bruders Ladislav in Böhmisch Skalitz am 30. Juni 1897 durch Hochwasser weitgehend zerstört wurde, trat Josef vorübergehend als Teilhaber und Geschäftsführer in dessen Unternehmen ein. Nachdem ihm der Neuaufbau und die Sanierung gelungen war, kehrte er 1903 in die väterliche Firma nach Staré Město zurück. 1902 schied der Vater aus dem Unternehmen aus und übertrug die bis dahin ihm gehörenden Firmenanteile seinen Söhnen Josef und Cyril.
1904 ersteigerten die beiden Brüder den Hof „Šrůtkův statek“ in Staré Město. Auf dem Gelände errichteten sie ein Fabrikgebäude für eine Baumwollweberei, die mit Textilmaschinen der englischen Firma Dobson & Barlow ausgestattet wurde. Die vorhandenen Anlagen wurden modernisiert und auf Elektrobetrieb umgestellt. 1908 beschäftigte das Unternehmen, das damals als das modernste in Europa galt, rund 800 Arbeiter; die Anzahl der Webspindeln betrug 73.344. Im selben Jahr erwarb er zusammen mit seinem Bruder Cyril den Großgrundbesitz (velkostatek) Neustadt an der Mettau sowie das dortige Schloss, das Josef als Familiensitz diente. Im Ersten Weltkrieg stagnierte die Produktion, da die erforderlichen Rohstoffe nicht in vollem Umfang beschafft werden konnten. Ab den 1920er Jahren konnte die Firma dank der großen Auslandsnachfrage umfangreich expandieren. 1937 schied Josef aus dem Unternehmen aus. Nachfolger wurde dessen Sohn Václav Bartoň-Dobenín (1909–1982), der das Unternehmen zusammen mit seinem Cousin Josef Bartoň-Dobenín (1897–1972; Sohn des Cyril), der bereits 1923 in das Unternehmen eingetreten war, bis zur Enteignung 1945 führte.
Nach der deutschen Besetzung gehörte Bartoň-Dobenín dem Ausschuss der Tschechischen Liga gegen den Bolschewismus.
Václav Bartoň-Dobenín emigrierte mit seiner Familie nach dem Februarumsturz 1948 zunächst nach Deutschland und kurze Zeit später nach Kanada. Dessen Nachkommen wurde nach der Samtenen Revolution 1992 die Textilfabrik restituiert.

## Verdienste um das Gemeinwohl

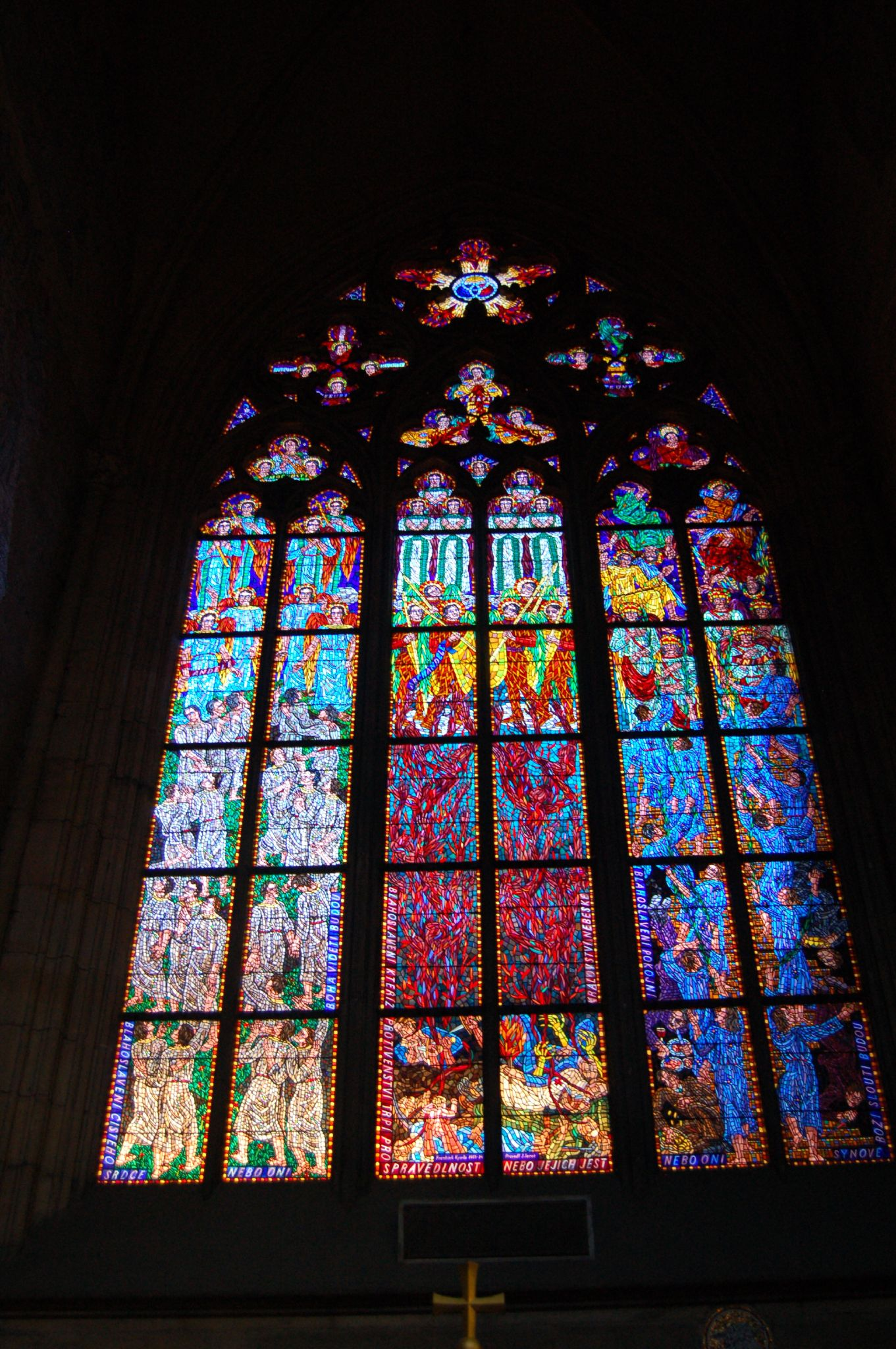
Kapelle der hl. Agnes im Prager Veitsdom

Wie sein gleichnamiger Vater betätigte sich auch Josef Bartoň-Dobenín als Mäzen im sozialen und kulturellen Bereich. Der Stadt Neustadt an der Mettau stiftete er den Grund und die Finanzmittel für den Aufbau eines Siechenhauses; ein Jahr später finanzierte er ein solches auch in Náchod. Daneben stellte er Mittel für den Bau eines Waisenhauses und einer Schule zur Verfügung. Zusammen mit seinem Bruder Cyril finanzierte er dem Prager Veitsdom die Ausstattung einer Seitenkapelle, die der hl. Agnes von Böhmen geweiht und 1939 fertiggestellt wurde. In der Kapelle befindet sich ein Wandgemälde, auf dem der betende Unternehmensgründer Josef Bartoň-Dobenín und seine drei Söhne dargestellt werden. Während der kommunistischen Ära war es mit Tapeten zugeklebt. Schon zehn Jahre vorher hatten die Brüder dem Veitsdom ein wertvolles Marien-Tafelbild gestiftet, das sie aus der Sammlung der Grafen Pálffy erworben hatten. Dem Prager Nationalmuseum stellten sie Mittel für den Ankauf mehrerer Exponate zur Verfügung.
1908 erwarb Josef Bartoň das Schloss Neustadt an der Mettau, welches in der zweiten Hälfte des 19. Jahrhunderts nicht mehr zu Wohnzwecken genutzt wurde und deshalb in einem schlechten baulichen Zustand war. Die Schlossbauten wurden saniert und in den nächsten Jahren nach Plänen des Architekten Dušan Jurkovič umfassend renoviert und ausgestattet. Obwohl es seiner Familie als repräsentativer Wohnsitz diente, waren Teile des Schlosses und der Park für die Allgemeinheit zugänglich.
Siehe auch: Bartoň-Dobenín (Unternehmerfamilie)